# Ноди у Земљи играчака
Ноди у Земљи играчака је британско-ирска рачунарски генерисана цртана серија. Направљена је по књигама Инид Блајтон о Нодију. У Србији, Црној Гори и Босни и Херцеговини се приказивала од 2009. на Хепи ТВ, а затим и на ТВ Кошава, ТВ Ултра, Пинк 2, Пинк кидс и Пинк Супер Кидс каналима. Синхронизацију на српски језик радила је Имаго продукција.

## Главни ликови
- Ноди је дрвени дечак који живи у Граду Играчака и вози жуто-црвени такси аутић. Увек је весео и спреман да помогне сваком коме је помоћ потребна. Представља фигуру одговорног старијег брата, за разлику од Ноди (цртана серија из 2002), где се понашао детињасто
- Ушко је мудри, брадати патуљак, живи у Мрачној Шуми.  Он је очевска фигура за Нодија и остале играчке, увек им помаже око проблема својом мудрошћу
- Меца Теси је Нодијева најбоља другарица, увек спремна да помогне сваком кога види. Носи розе-белу сукњу и розе шешир са плавим цветићима. Живи у кући у облику корпе за пикник у Граду Играчака са псом Чупком, њеним верним љубимцем
- Чупко је Меца Тесин љубимац и Нодијев добар пријатељ
- Мрша и Трша су зли гоблини, који увек праве невоље становницима Града Играчака. Живе у Мрачној Шуми. Имају мерач забаве и када им он покаже висок ниво, труде се да га спусте, кварећи забаву становницима Града Играчака
- Господин Гегави је полицајац Града Играчака. Увек са собом носи звиждаљку и говори "Стој у име закона!". Заводи ред у граду и спречава да Мрша и Трша праве невоље.

## Споредни ликови
- Луткица Дина је тамнопута лутка која се увек вози на свом коњићу. У овом серијалу се ретко појављује, за разлику од Ноди (цртана серија из 2002)
- Лако је робот који је дошао из села Роботовца у Град Играчака да би водио гаражу. Још увек је нов у граду и труди се да се прилагоди. Мења господина Искру из Ноди (цртана серија из 2002)
- Линда је вила, која помаже Лаку у гаражи. Често користи магију за поправке, што јако смета Лаку, па се често расправљају
- Господин Џамбо је пријатељски плишани слон. Користи своју величину да помогне другима, посебно Миши Навимишу, његовом најбољем пријатељу
- Миша Навимиш је миш на навијање и најбољи пријатељ господина Џамба. Има комплексе у вези са својом величином, али му Ноди и господин Џамбо помажу да их преброди
- Господин Климави је играчка са куглом као подлогом. Веома је постиђен својом трапавошћу, коју изазива климање, посебно када му се ругају. Води посластичарницу у којој углавном служи желе. Мења Мацу Розу из Ноди (цртана серија из 2002), где је био углавном мање битан лик
- Кегле су породица играчака кегли, које више од свега воле да буду оборене, обично од стране пса Чупка. Госпођа Кегла је обично виђена у Граду Играчака, покушавајући да држи кеглице на оку
- Господин Бубилић је буба, дискриминисана због своје величине. Обично је виђен како прелази улицу. Мења Харвија и Сесилију из Ноди (цртана серија из 2002)
- Папирне луткице живе у кући за лутке у Граду Играчака. Оне су 3 нераздвојне сестре које воле да креирају одећу од папира и праве модне ревије за све становнике Града Играчака
- Гусари живе на свом броду на отвореном мору. Уживају у тражењу блага, али понекад посете и Град Играчака
- Нодијев аутић је такси Земље Играчака. Ноди му је возач.

## Улоге
| Име лика        | Име глумца | Српски Глас          |
| --------------- | ---------- | -------------------- |
| Ноди            |            | Ана Маљевић          |
| Ушко            |            | Лако Николић         |
| Меца Теси       |            | Владислава Ђорђевић  |
| Трша            |            | Димитрије Стојановић |
| Мрша            |            | Жика Миленковић      |
| Господин Гегави |            | Димитрије Стојановић |
| Линда           |            | Маријана Аранђеловић |
| Лако            |            | Лако Николић         |
| Господин Џамбо  |            | Жика Миленковић      |
| Дина            |            | Владислава Ђорђевић  |
| Госпођа Кегла   |            | Маријана Аранђеловић |